# بيل هنتر (لاعب كرة قاعدة)
بيل هنتر (بالإنجليزية: Bill Hunter)‏ هو لاعب كرة قاعدة أمريكي، (ولد في سانت توماس في كندا 1855  م).

## وصلات خارجية
- بيل هنتر على موقعبيزبول رفرنس.كوم (الدوري الرئيسي) (الإنجليزية)